# Enebakk
Enebakk er en kommune i landskabet Romerike i Akershus fylke i Norge, som grænser til Rælingen, Lørenskog, Oslo, Nordre Follo, Indre Østfold og Lillestrøm (kommune). Kommunen har lidt mere end 9.000 indbyggere. Enebakk kirke er en pragtfuld middelalderkirke.
Den var en del af  Viken fylke som blev etableret 1. januar 2020, men opløst fra 1. januar 2024.
Byvåbnet er et billede af fire kløvere på grøn baggrund. Hver kløver symboliserer en fjerding. Oprindeligt bestod Enebakk af de fire fjerdinger Strandafjerdingen, Kirkebygdfjerdingen, Dalefjerdingen og Ytrefjerdingen. I dag består stort set de samme grænser, og på grund af de store afstande foregår dagliglivet ganske adskilt i de fire fjerdinge. Strandfjerdingen hedder imidlertid i dag Flateby, og centrum ligger et lidt andet sted end tidligere.

## Byer i Enebakk kommune
- Flateby
- Kirkebygda
- Ytre Enebakk